# Kanton Cancale
Der Kanton Cancale war von 1790 bis 2015 ein französischer Wahlkreis im Arrondissement Saint-Malo, im Département Ille-et-Vilaine und in der Region Bretagne; sein Hauptort war Cancale. 

## Geschichte
Der Kanton entstand am 15. Februar 1790. Von 1801 bis 2015 gehörten sechs Gemeinden zum Kanton Cancale. Mit der Neuordnung der Kantone in Frankreich wurde der Kanton 2015 aufgelöst und die Gemeinden wechselten zu anderen Kantonen.

## Lage
Der Kanton lag im Nordwesten des Départements Ille-et-Vilaine. 

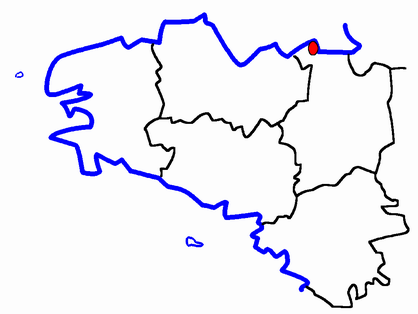
Lage des Kantons Cancale innerhalb der Bretagne

## Gemeinden
| Gemeinde               | Bretonisch   | Einwohner (2022) | Fläche (km²) | Code postal | Code Insee |
| ---------------------- | ------------ | ---------------- | ------------ | ----------- | ---------- |
| Cancale                | Kankaven     | 5.554            | 12.61        | 35260       | 35049      |
| La Fresnais            | An Onneg     | 2.508            | 14.43        | 35111       | 35116      |
| Hirel                  | Hirel        | 1.384            | 9.85         | 35120       | 35132      |
| Saint-Benoît-des-Ondes | Lanwezoù     | 966              | 2.92         | 35114       | 35255      |
| Saint-Coulomb          | Sant-Kouloum | 2.970            | 18.04        | 35350       | 35263      |
| Saint-Méloir-des-Ondes | Sant-Meleg   | 4.666            | 29.49        | 35350       | 35299      |
| Kanton                 | Kankaven     | 16.254           | 87.34        | -           | 3505       |

## Bevölkerungsentwicklung
| 1962   | 1968   | 1975   | 1982   | 1990   | 1999   | 2006   | 2012   |
| ------ | ------ | ------ | ------ | ------ | ------ | ------ | ------ |
| 12.656 | 12.260 | 11.958 | 12.382 | 13.332 | 14.285 | 15.533 | 16.254 |

## Politik
Der Kanton hatte bis zu seiner Auflösung folgende Abgeordnete im Rat des Départements:  
| Vertreter im conseil général des Départements | Vertreter im conseil général des Départements | Vertreter im conseil général des Départements |
| Amtszeit                                      | Name                                          | Partei                                        |
| --------------------------------------------- | --------------------------------------------- | --------------------------------------------- |
| 1945–1949                                     | Adolphe Robin                                 | MRP                                           |
| 1949–1985                                     | Olivier Biard                                 | UNR-UPR-RPR                                   |
| 1985–1998                                     | Jean Raquidel                                 | DVD                                           |
| 1998–2015                                     | Maurice Jannin                                | DVG                                           |